# Komet Radio
Die Komet Radio AG war eine Radio- und Elektronikfabrik mit Sitz in der Fabrikstrasse in Mitlödi im Schweizer Kanton Glarus.
Das 1932 von Juristen und Industriellen gegründete Unternehmen hatte das Ziel, Arbeitsplätze in der Region zu schaffen. Die Firma beschäftigte sich mit der Herstellung von Radiogeräten und elektronischen Komponenten und spielte eine bedeutende Rolle in der Entwicklung der Radioindustrie in der Schweiz, insbesondere während der Zeit des Zweiten Weltkriegs und danach.

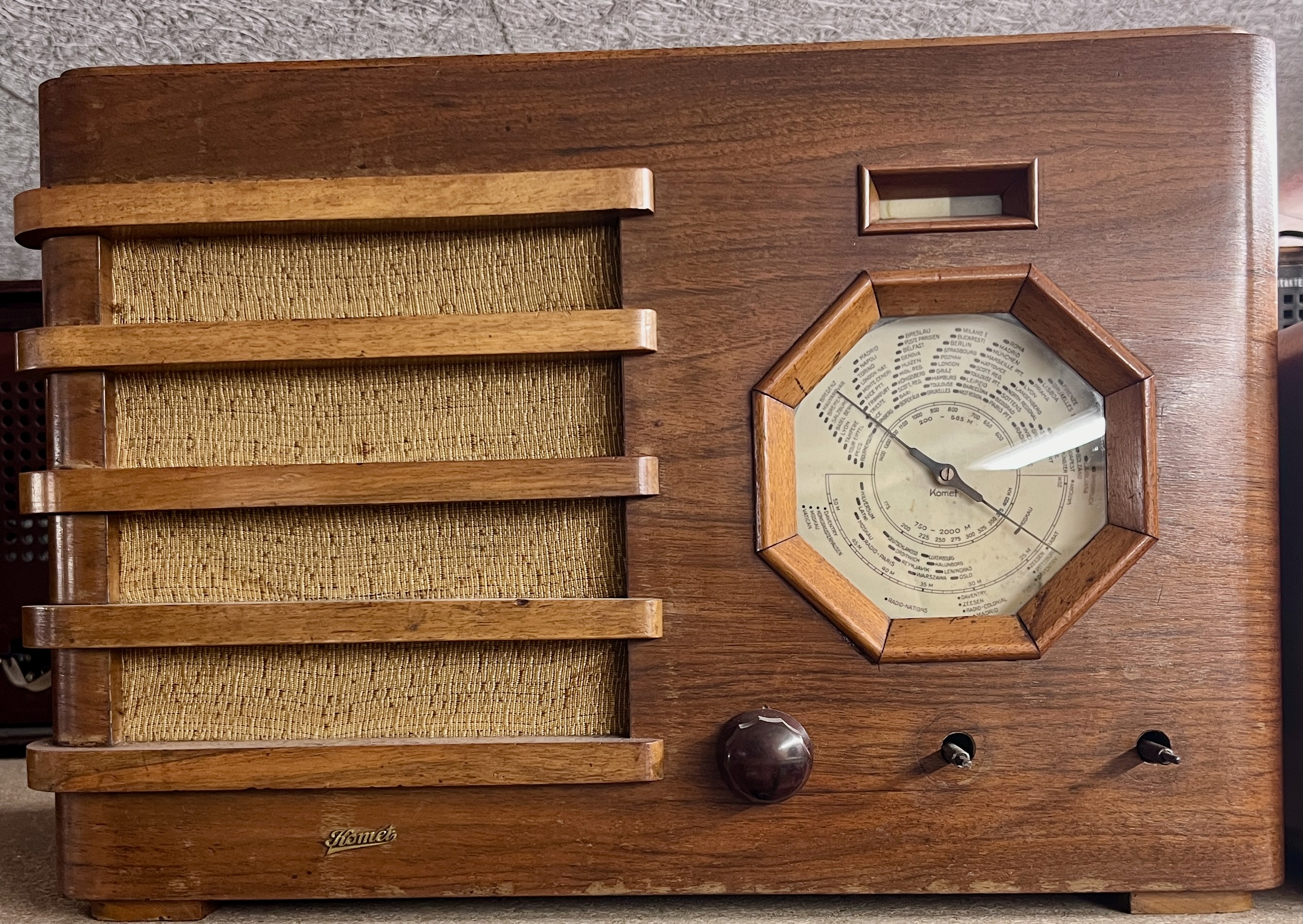
Radio- oder Rundfunkempfänger der Komet Radio AG

## Geschichte
Zwischen 1935 und 1947 beschäftigte das Unternehmen rund 25 Mitarbeiter. Unter der Leitung von Ing. Josef Groner sen. wurden bei Komet Kurzwellen-Vorsatzgeräte entwickelt, um herkömmliche Mittel- und Langwellenradios auf Kurzwellenempfang zu erweitern. Eine wichtige technologische Entwicklung war die von Ing. Eugen Leuthold ab 1943 entwickelte MHR-Schaltung (Mehrfach-Hochfrequenz-Rückkopplung), die die Radioempfangsqualität dieser Röhrenempfänger verbesserte und international patentiert werden konnte.
Nach dem Zweiten Weltkrieg trat Josef Groner jun., Sohn von Ing. Josef Groner sen., als Elektroingenieur bei Komet Radio ein und leitete die Entwicklung neuer Geräte bis etwa 1977. Die Einführung der Ultrakurzwellentechnik (UKW) brachte eine Verbesserung der Ton- und Empfangsqualität mit sich, woraufhin Komet den UKW-Einbau-Super KOMET 501 entwickelte, der es ermöglichte, jedes Radio für UKW-Empfang umzurüsten.
In den 1950er Jahren begann die Zusammenarbeit mit Ex Libris und Lenco, wobei Komet Radio hochwertige Elektronik für Plattenspieler produzierte. Die Geräte wurden unter dem Markennamen KOMET exlibris vertrieben. Ab Mitte der 1960er Jahre begann Komet Radio mit der Produktion eigener Hi-Fi-Komponenten, die unter dem Markennamen KOMET exklusiv über Fachhändler vertrieben wurden.

## Produkte
- KOMET K104 Röhrenradio (1950er Jahre): Das KOMET K104 war ein beliebtes Röhrenradio aus den 1950er Jahren, hergestellt von der Komet Radio AG. Es verfügte über einen UKW-Empfänger und war für den Empfang von Mittel- und Langwellensendern ausgestattet. Mit seinem charakteristischen Holzgehäuse und dem klassischen Design war das K104 ein typisches Produkt seiner Zeit. Es wurde von Radio-Enthusiasten geschätzt und trug dazu bei, die Radioindustrie in der Schweiz zu prägen.[2]

- KOMET exlibris K80 Plattenspieler (1970er Jahre): Der KOMET exlibris K80 war ein hochwertiger Plattenspieler, der in den 1970er Jahren in Zusammenarbeit mit der Lenco AG und Ex Libris produziert wurde. Mit seinem modernen Design und seiner erstklassigen Klangqualität war der K80 ein beliebtes Gerät unter Hi-Fi-Enthusiasten. Er verfügte über einen eingebauten Verstärker und war Teil einer Reihe von KOMET-Ex-Libris-Produkten, die über den Grammo Club Ex Libris vertrieben wurden. Der K80 zeugte von der technologischen Innovation und dem Qualitätsanspruch der Komet Radio AG.[3]

Besonders beliebt waren die Kofferradio-Plattenspieler mit eingebautem Röhrenverstärker, wie der Lenco B20, der ebenfalls über den Grammo Club Ex Libris vertrieben wurde. Am ausführlichsten dokumentiert das Museum für Kommunikation in Bern die Schweizer Radiogeschichte.

## Niedergang und Umfirmierung
Die 1970er Jahre brachten finanzielle Herausforderungen für Komet Radio AG mit sich, insbesondere nach dem Konkurs der Lenco AG, eines wichtigen Partners des Unternehmens. Trotz Bemühungen, sich auf die Entwicklung von Spezialgeräten für die Messtechnik zu konzentrieren, musste die Komet Radio AG im Jahr 2004 zu einem Handelsunternehmen umfirmieren und stellte die Produktion von Radiogeräten ein.
Die Geschichte der Komet Radio AG spiegelt die Entwicklung der Radio- und Elektronikindustrie in der Schweiz wider (wie zum Beispiel auch der Liste der Radiohersteller der Schweiz zu entnehmen ist) und zeugt von bedeutenden technologischen Innovationen sowie den Herausforderungen, denen Unternehmen in einem sich ständig wandelnden Markt gegenüberstehen.